# David Miklavčič
David Miklavčič (Ljubljana, 29 de enero de 1983) es un exjugador de balonmano esloveno que jugaba como lateral derecho. Su último equipo fue el RK Gorenje Velenje. Fue un componente de la selección de balonmano de Eslovenia.
Con la selección disputó los Juegos Olímpicos de Río de Janeiro 2016 debido a la lesión de Dean Bombač.
Fue convocado al Mundial 2017, pero tuvo que ser reemplazado a mitad de torneo por Jan Grebenc.

## Palmarés

### Gorenje Velenje
- Liga de balonmano de Eslovenia (3): 2012, 2013, 2021
- Copa de Eslovenia de balonmano (1): 2022

### Celje
- Liga de balonmano de Eslovenia (1): 2015
- Copa de Eslovenia de balonmano (1): 2015

### RK Zagreb
- Liga de Croacia de balonmano (2): 2017, 2018
- Copa de Croacia de balonmano (2): 2017, 2018

## Clubes
- RK Grosuplje (1999-2004)
- RK Trimo Trebnje (2004-2010)
- Gorenje Velenje (2010-2013)
- HC Dinamo Minsk (2013-2014)
- RK Celje (2014-2015)
- Tremblay-en-France Handball (2015-2016)[5]
- RK Zagreb (2016-2018)[6]
- RK Gorenje Velenje (2018-2022)